# Lajčo Imrić
Lajčo Imrić (Subotica, 30. srpnja 1932.), srbijanski esperantist i prevoditelj iz Vojvodine, Srbija.
Rođen u obitelji Hrvata, sin Matije i Marije r. Buljovčić. U Subotici je završio osnovu i srednju učiteljsku školu. Radio kao učitelj u Sotu kraj Šida, kod Bajmaka na Madarašu i u rodnoj Subotici. U Zrenjaninu je studijem uz rad diplomirao engleski jezik na Višoj pedagoškoj školi. Na Filozofskom fakultetu u Sarajevu diplomirao je engleski jezik i književnost. Radio je na subotičkom Radničkom sveučilištu i drugim nastavnim središtima. 
Od 1954. bavi se esperantom. Vodio je tečajeve esperanta, sudionik raznih esperantističkih kongresa. 
Prevodio je djela s mađarskog (István Brasnyó) i engleskog (McMurtry, McEwan, Kazuo Ishiguro). Prijevode je objavio u Rukoveti i osječkoj Reviji.